# Gobrias (general)
Gobrias (¿-538 a. C.), noble persa general del rey aqueménida Ciro el Grande. Tuvo un papel importante en la captura persa de Babilonia, en octubre del 539 a. C.
Según la Crónica de Nabonido (año 17), una de las Crónicas de Babilonia, Gobrias (en persa antiguo Gaubaruva) era sátrapa de Guti (zona al este del Tigris) y el primer persa en entrar en la conquistada ciudad capital de los babilonios, donde arrestó al último rey babilonio Nabonido y nombró a varios cargos. Se convirtió en el primer sátrapa de Babilonia.
Murió pocas semanas después, el 4 de marzo del 538 a. C. Su sucesor fue Nabû-achche-bullit, probablemente un babilonio.
Se conservan varios documentos fechados en los tiempos de su gobierno, incluyendo una carta confusa fechada en los últimos días del 535 a. C. Esta carta sugiere que a Nabû-achche-bullit le sucedió otro Gobrias.